# Влэхица
Влэхица (рум. Vlăhița, венг. Nagyoláhfalu, Szentegyháza) — город в Румынии в составе жудеца Харгита.

## История
Впервые упоминается в 1301 году. Долгое время назывался «влашской (то есть, румынской) деревней» (лат. Villa Olachalis, венг. Nagyoláhfalu). В 1850 году предприниматели из Брашова построили здесь гидравлический молот для обработки железа, добывавшегося южнее, в местечке под названием «Святой крест» (венг. Szentkereszt), и в 1899 году венгерские власти переименовали «влашскую деревню», дав ей название «Святая церковь» (венг. Szentegyházas).
В 1968 году Влэхица получила статус города.